# Малютинці
Малю́тинці — село в Україні, у Пирятинській міській громаді Лубенського району Полтавської області. Населення становить 753 осіб. Колишній орган місцевого самоврядування — Малютинська сільська рада.

## Географія
Село Малютинці знаходиться на лівому березі річки Гнила Оржиця, вище за течією примикає село Смотрики, нижче за течією на відстані 2 км розташоване село Архемівка, на протилежному березі — село Теплівка. По селу протікає пересихаючий струмок з загатою. Поруч проходить автомобільна дорога М03.

## Історія
Малютинці — одне з найдавніших сіл Пирятинщини. Село Малютинці вперше згадується в Іпатіївському літописі 1139 році як місце укладення миру з половцями. Вважається, що назва села походить від власного імені одного з перших мешканців.
Село позначене на карті Г. Боплана в XVII ст. Він наніс 15 населених пунктів сучасного Пирятинського району і в кожному з них діяли школи грамоти. У другій половині XVII ст. та XVIII ст. Входило до Пирятинської Першої сотні Лубенського полку. 1764 р. тут налічувалося 167 хат, у тому числі 29 хат виборних козаків. В селі у 18 ст. було володіння бунчукового товариша Якова Гамалії. Після розподілу з братами землі 1762 р. одержав у свої володіння с. Малютинці і с. Дейманівку Пирятинського повіту, де за ним було близько 300 душ.
Після ліквідації полкового устрою (1781 р.) село належало до Пирятинського повіту. Наприкінці
XVIII ст. в Малютинцях з'явився ще один поміщик — Данило Вакулович. Його донька Марія була дружиною Дмитра Селецького, який мав тут чималі володіння: великий, обнесений ровом маєток, що звався Клином. На півночі і північному сході села розташовувалися хутори, залишки яких збереглися донині, а також землі графа Орєхова і панів Закревських. В 1843—1844 роках в Малютинці приїжджає Т. Г. Шевченко в маєток «Отрада» Селецьких. Шевченко був знайомий з Петром Селецьким та його сестрою.
Косий хутір належав поміщикам Вакуловичу і Троцькому. 157 десятин займав священнослужитель І. І. Залєський. 1720 р. у Малютинцях збудовано дерев'яну Іоано-Предтеченську церкву
із дзвіницею та бібліотекою, а 1910 р. — нову Різдво-Богородицьку церкву. 1859 р. в Малютинцях налічувалося 138 дворів, 565 жителів. Селяни, крім землеробства, займалися столярством, кравецтвом, ткацтвом. Школу відкрито 1869 р. Але є свідчення, що навчання дітей при церквах велося й раніше. Із 1891 р. працювала трикласна церковнопарафіяльна школа, а з 1893-го — Малютинське училище. Збудували його з очерету, без фундаменту, дах був залізним, приміщення в 1914 році було застраховане на суму 2000 крб. в 1917 році — в Малютинцях відкрита початкова школа а в 1935 році семирічна школа.

### Легенда про Малютинську церкву
Церква в селі була дуже велика і красива. Куполи блищали на сонці, вікна були з вітражами з кольорових скелець. Коли дзвони дзвеніли, то їх чули аж чотири села: Малютинці, Смотрики, Теплівка і Олексіївка. З цих сіл і ходили люди в нашу церкву.
І от розповідають старі люди, що коли загорілося сусіднє село Теплівка, то із нашої церкви винесли ікону Божої Матері і направили її лик на вогонь. Пожежа скоро стала вщухати і наше село не зачепила.
А ще згадують, що коли й сама церква пізніше згоріла і її стали розтягувати, то одна жінка дуже раділа, що не буде церкви. Вона скочила на вівтар і почала танцювати. Через деякий час після цієї події її спаралізувало і жінка померла. Отож, гріх радіти зі знущань над святинею, бо за це Бог карає.
Неспокійно було в селі 1905—1907 рр. Селяни підпалили поміщицький маєток. Політичних агітаторів і організаторів заворушень В. Пунька та О. Ткаченка засуджено до 10 років каторги.
У період Першої світової війни велика кількість малютинчан брала участь, Вірченко Нестор був нагороджений 4 хрестами.
Радянська окупація розпочалась у січні 1918 року.
Працювали сільська рада (голова Іов Боб), комітет незаможних селян (члени комітету А. С. Дрозд, Ф. Таранець, М. Казка), пізніше — лікнеп. 1926—1927 рр. створено два СОЗи, а 1930 р. — колгосп імені Крупської, який згодом перейменовано на імені Чапаєва, потім — ім. Фрунзе. 1931 р. в селі з'явився перший трактор. За тяжкого голодомору (1932—1933 рр.) померло понад 30 осіб.
У період Німецько-радянської війни у вересні 1941 року німці вступили в село і перебували тут 2 роки. З війни не повернулося 127 односельчан. Під час окупації нацисти розстріляли чотирьох активістів села і п'ять військовополонених. До Німеччини на примусові роботи вивезено 225 осіб. 1957 р. споруджено пам'ятник на братській могилі воїнів, які загинули на війні, згодом — пам'ятник М. В. Фрунзе, ім'я якого носив колгосп.
В 1964—1966 роках в селі почала діяти сільська рада до якої входили Малютинці, Вікторія, Архемівка, Мар'їнське.
В 1964 році в Малютинцях числилося 389 дворів, 1184 чол. населення, в 1965 році 386 дворів та 1255 чол. Нині в селі налічується близько 360 дворів та 800 жителів.
В 1989 р збудовано нову двох поверхову школу. Станом на 2015 рік в школі навчається 41 учень.

## Населення
Згідно з переписом УРСР 1989 року чисельність наявного населення села становила 900 осіб, з яких 403 чоловіки та 497 жінок.
За переписом населення України 2001 року в селі мешкало 739 осіб.

### Мова
Розподіл населення за рідною мовою за даними перепису 2001 року:
| Мова       | Кількість | Відсоток |
| ---------- | --------- | -------- |
| українська | 736       | 97.74%   |
| російська  | 16        | 2.12%    |
| білоруська | 1         | 0.14%    |
| Усього     | 753       | 100%     |

## Сьогодення
У селі є будинок культури, бібліотека, нова школа І-ІІ ступенів, автоматична телефонна станція, відділення поштового зв'язку, медпункт, магазини. В сільському клубі регулярно проводились свята, турніри з шахів та шашок. До послуг відвідувачів був і більярд.
52 роки слугував цей центр культури та духовності жителям села Малютинці. Та 2006 рік став останнім роком для його існування. Через трагічну недбалість людей, які втратили почуття відповідальності 1 травня 2006 року сталась пожежа, яка знищила будівлю сільського клубу.
Колгосп 1993 р. реформовано у колективне сільськогосподарське підприємство (КСП), а 2000 р. — усільськогосподарський виробничий кооператив «Малютинський». Керівниками колективного господарства працювали: Д. Ляшко, М. Є. Таранець, М. А. Казка, В. П. Ткаченко, Г. Г. Карельський, М. Є. Жолко, О. І. Вільгоцький, Г. П. Федоренко, 1.1. Щербина, В. М. Савченко, В. Я. Дмитренко.
Храмове свято — 21 вересня, на Різдво Пресвятої Богородиці (Друга Пречиста).
12 червня 2020 року, відповідно до розпорядження Кабінету Міністрів України № 721-р «Про визначення адміністративних центрів та затвердження територій територіальних громад Полтавської області», село увійшло до складу Пирятинської міської громади.
19 липня 2020 року, в результаті адміністративно - територіальної реформи та ліквідації Питятинського району, село увійшло до складу новоутвореного Лубенського району.

## Люди
- В 1766 р. народився Гамалія Платон Якович;
- В селі народився О'Рурк Олександр Миколайович (1883—1942) — російський і радянський науковець в галузі залізничного транспорту.
- Один з власників села Малютинці у 19 столітті був Селецький Петро Дмитрович (1821—1880 рр.) — віце-губернатор, губернатор Київського генгубернаторства, маршал дворянства, піаніст, композитор.
- Суходольський Роман Маркович (1773 — після 1820 рр.) — професор Києво-Могилянської академії, ректор Смоленської семінарії, священик Інститутської Єлизаветинської церкви.
- Бондаренко Іван Купріянович (1938—2015) — підприємець, громадський діяч, заслужений працівник сільського господарства України.

## Пам'ятки
У зводі пам'яток Пирятинського району записані наступі об'єкти:
- Гришківка — ентомологічний заказник місцевого значення (природа)
- Курганний могильник І (археол.)
- Курганний могильник II (археол.)
- Курган І (археол.)
- Курган II (археол.)
- Братська могила радянських воїнів (1941), пам'ятний знак полеглим землякам (1957) (іст.)
- Пам'ятний знак жертвам Голодомору 1932—1933 рр. (іст.)

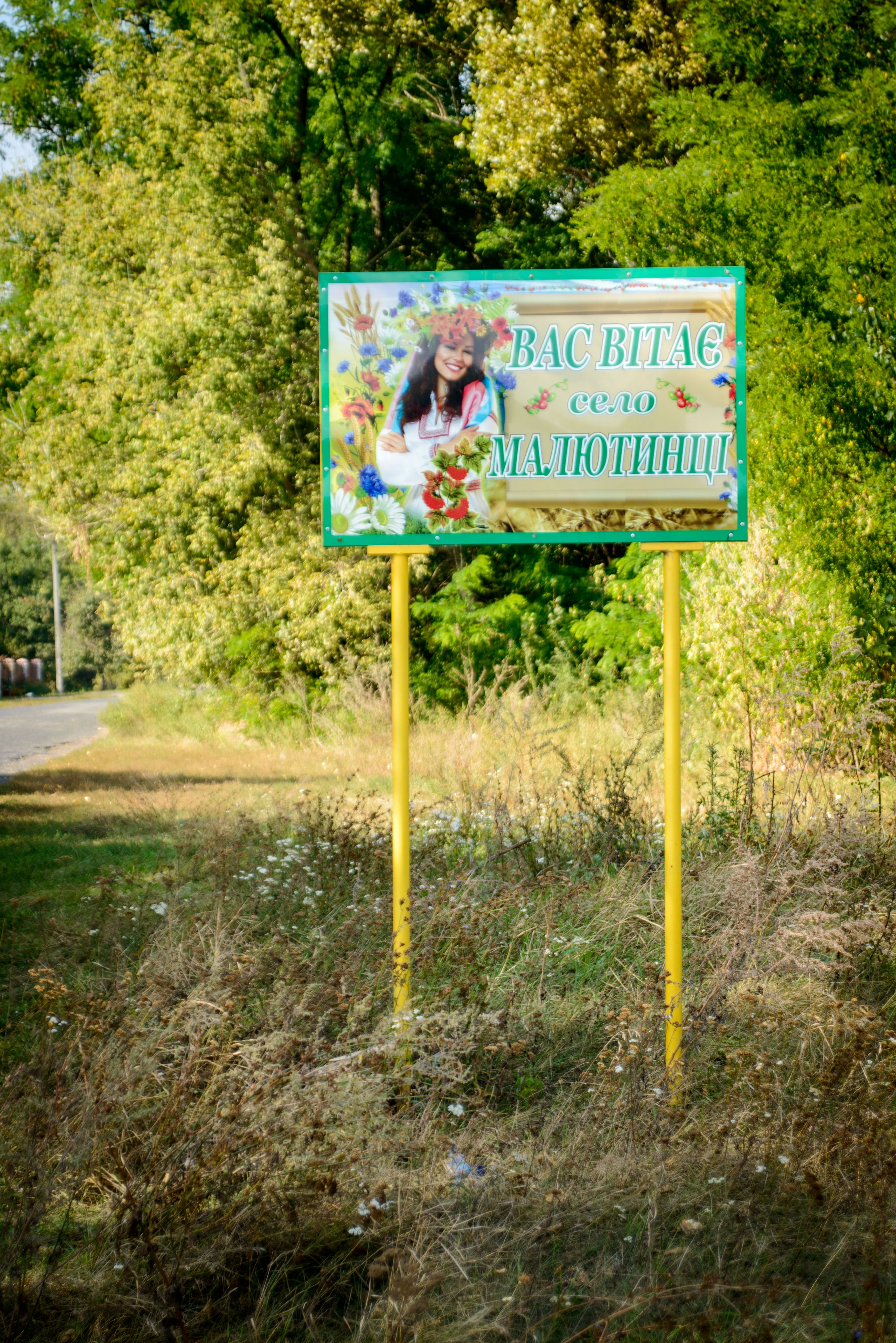
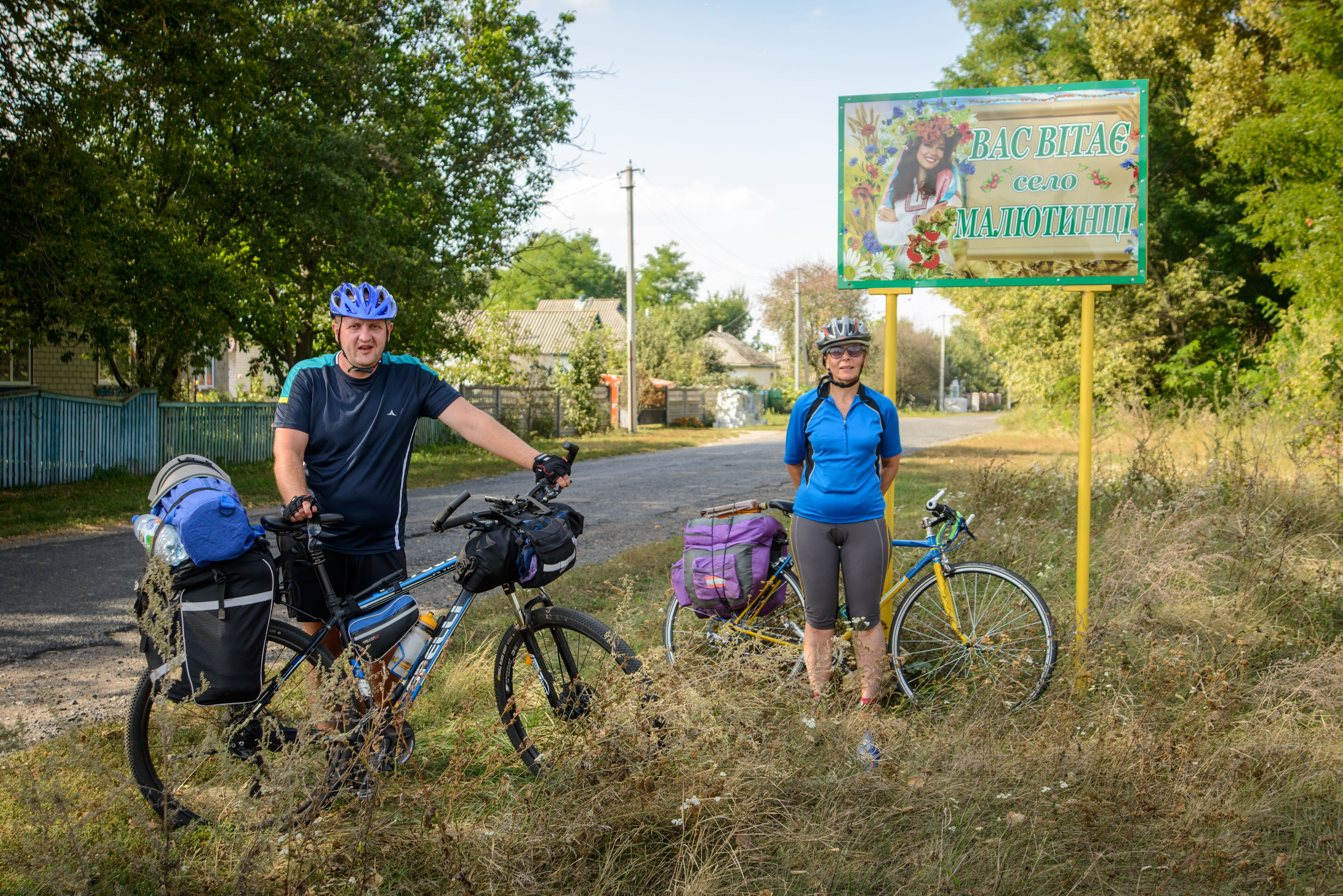
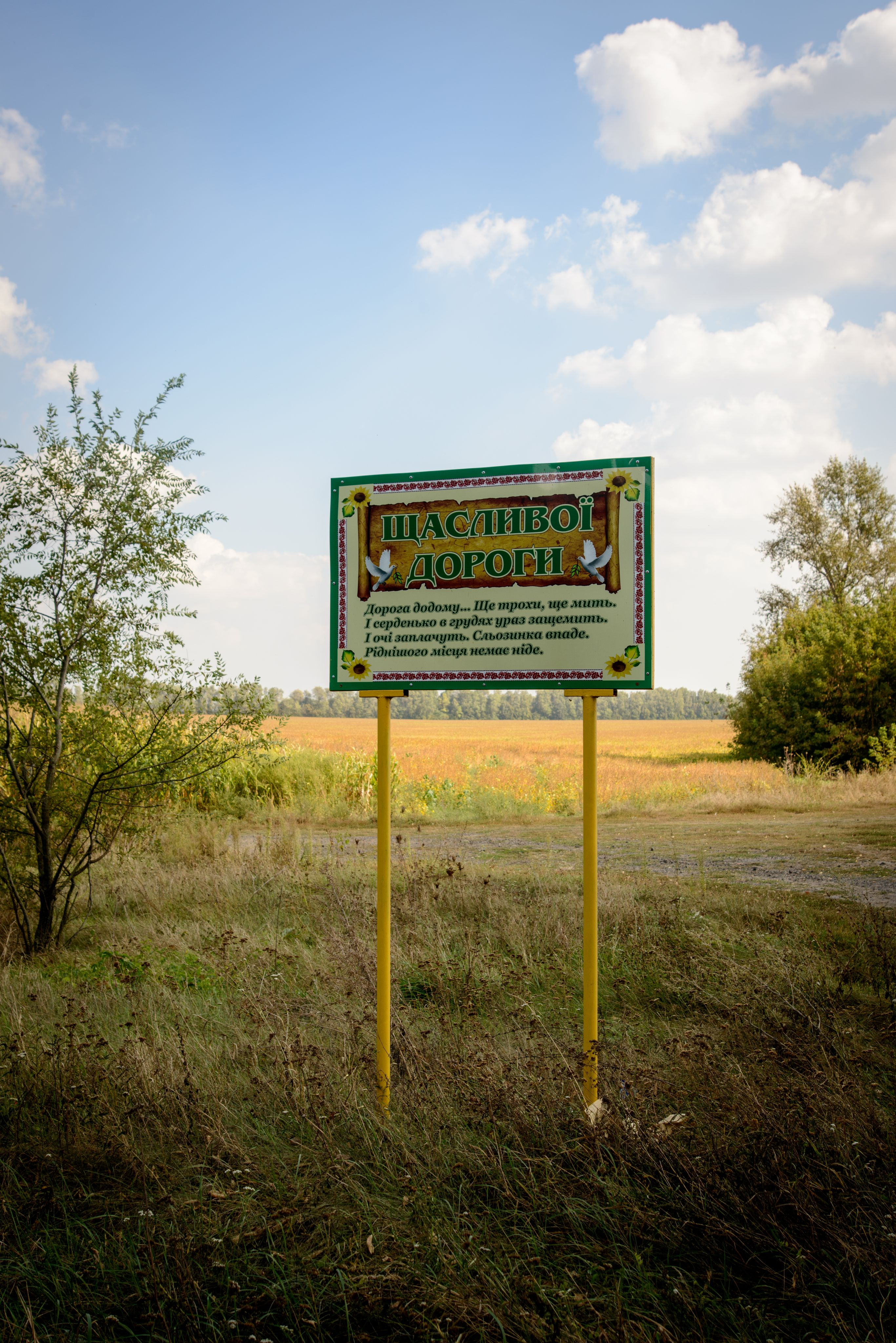
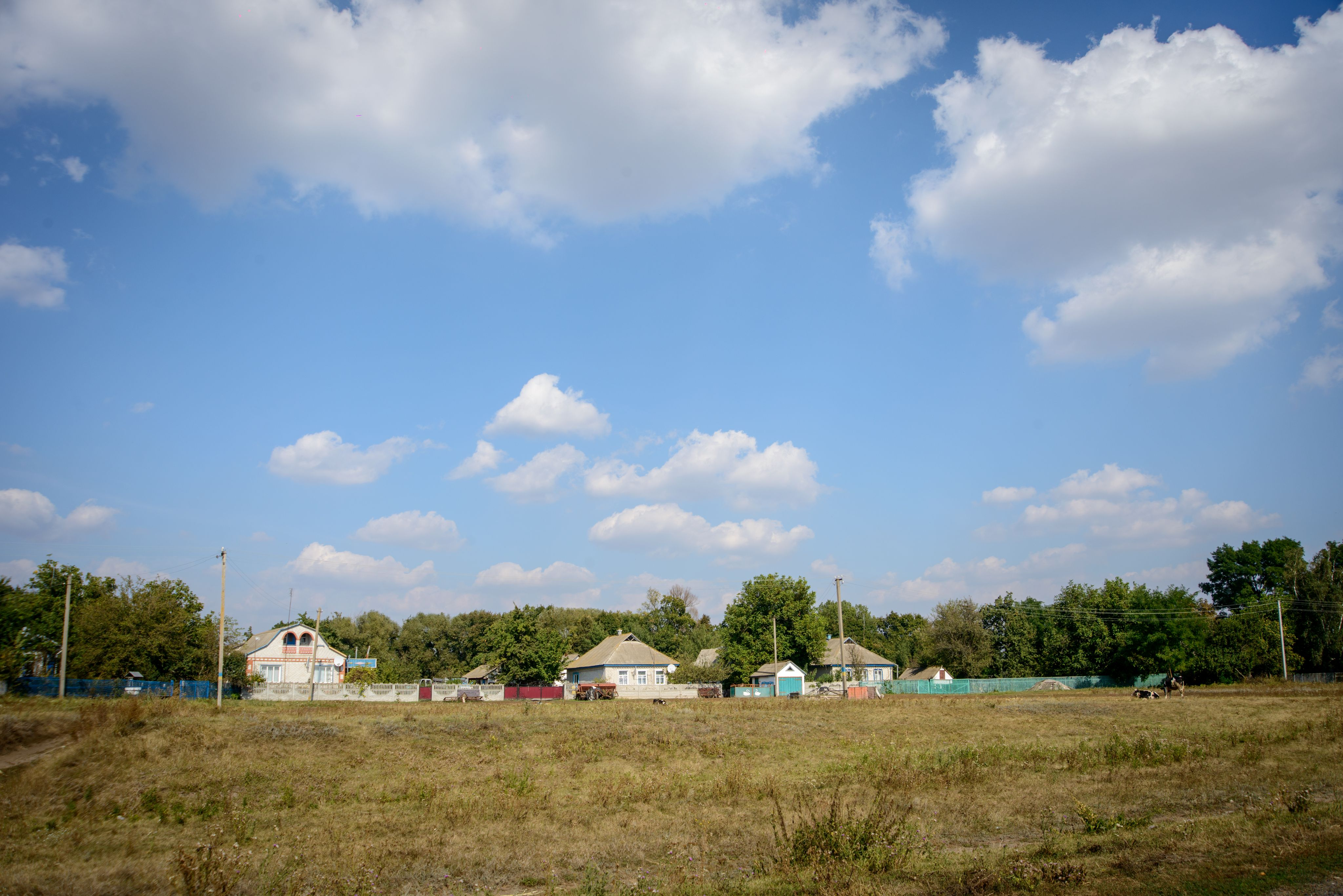
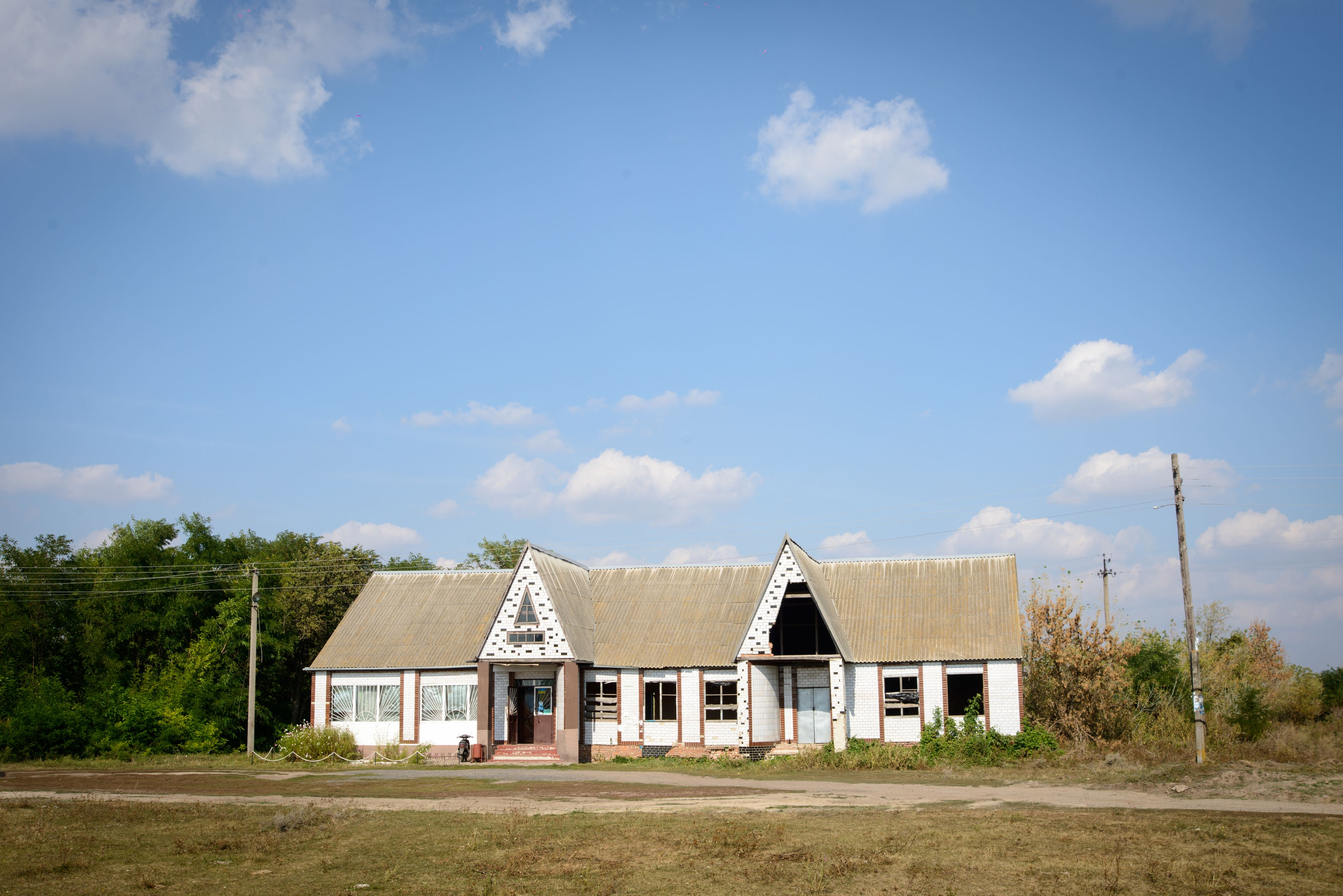
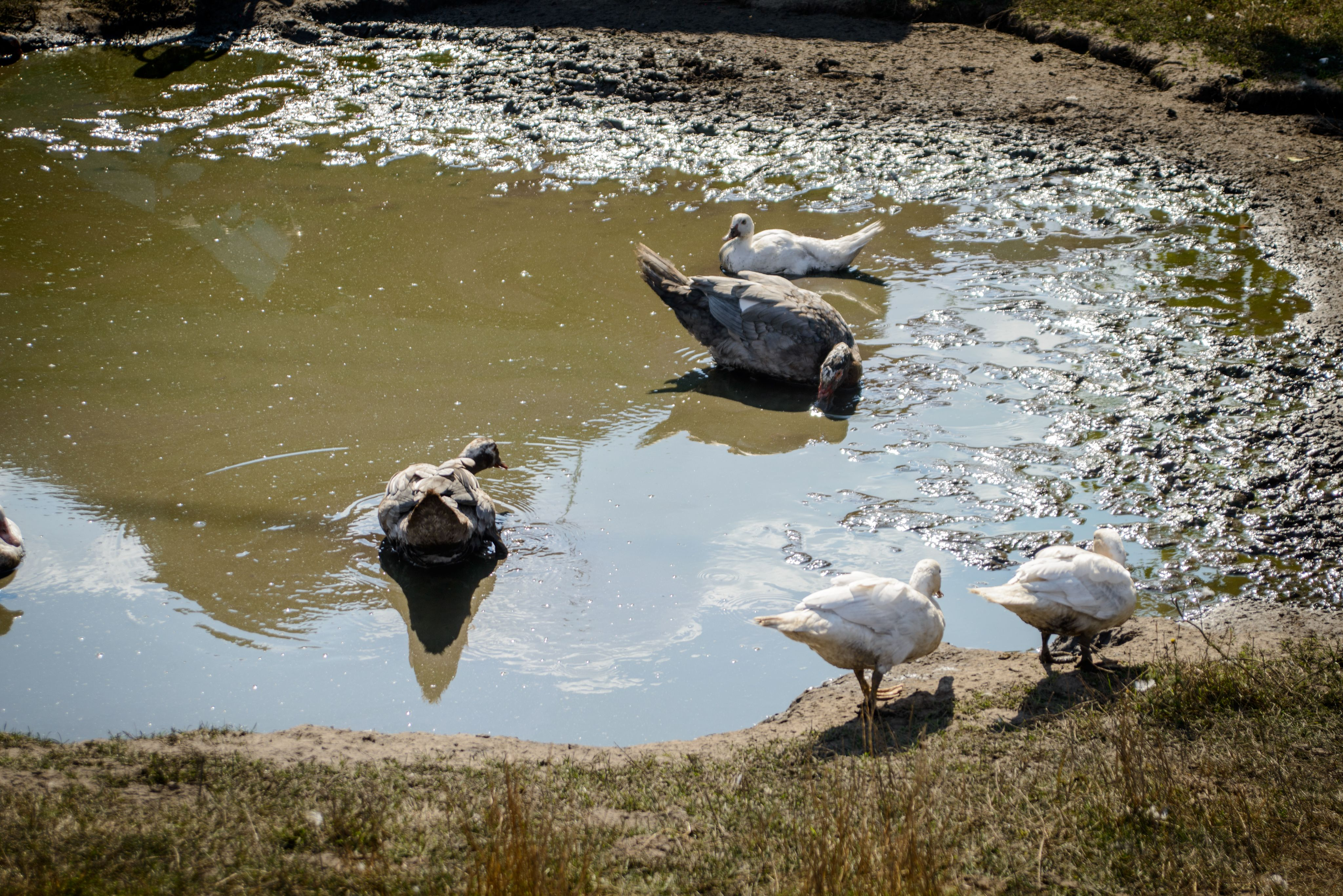
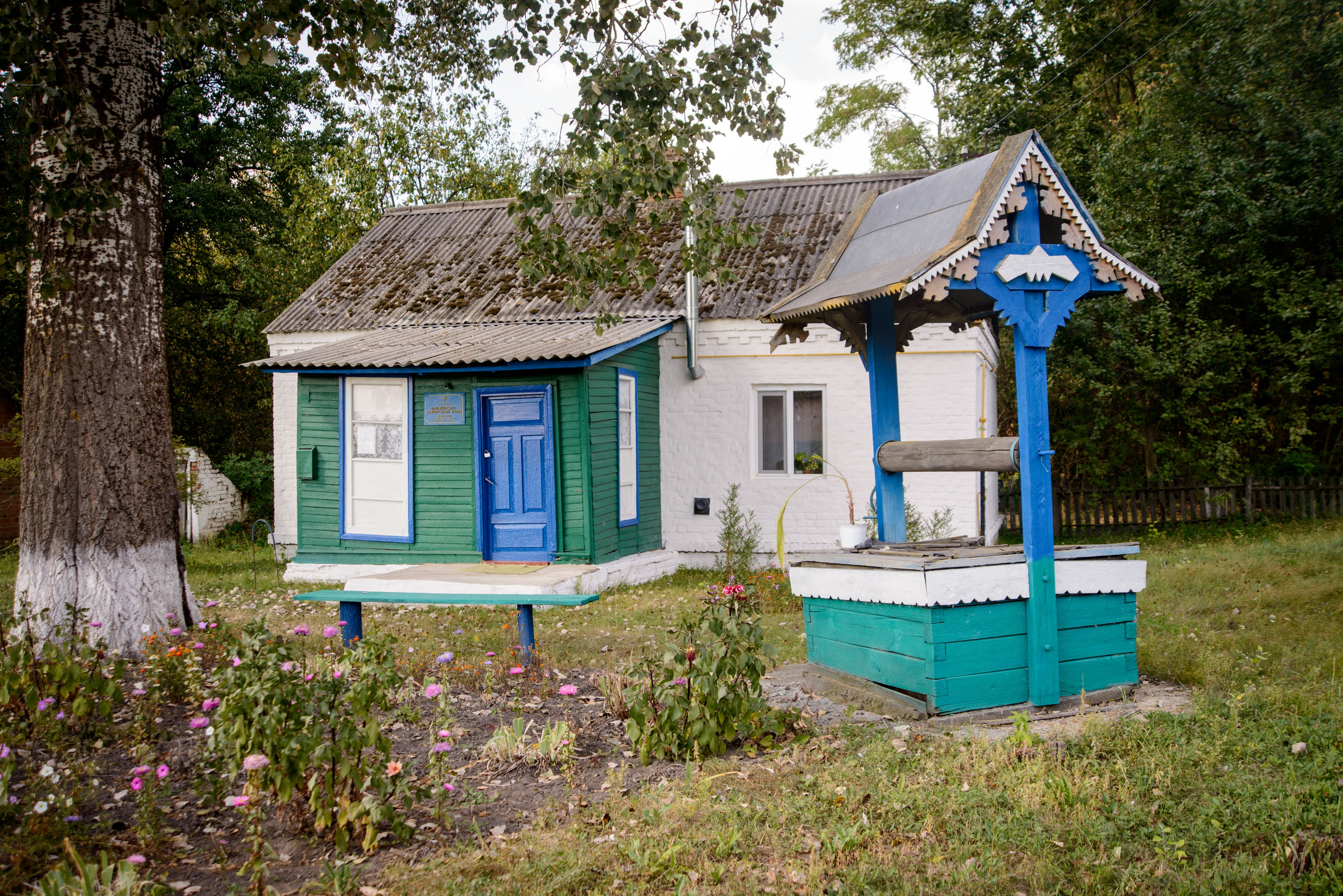
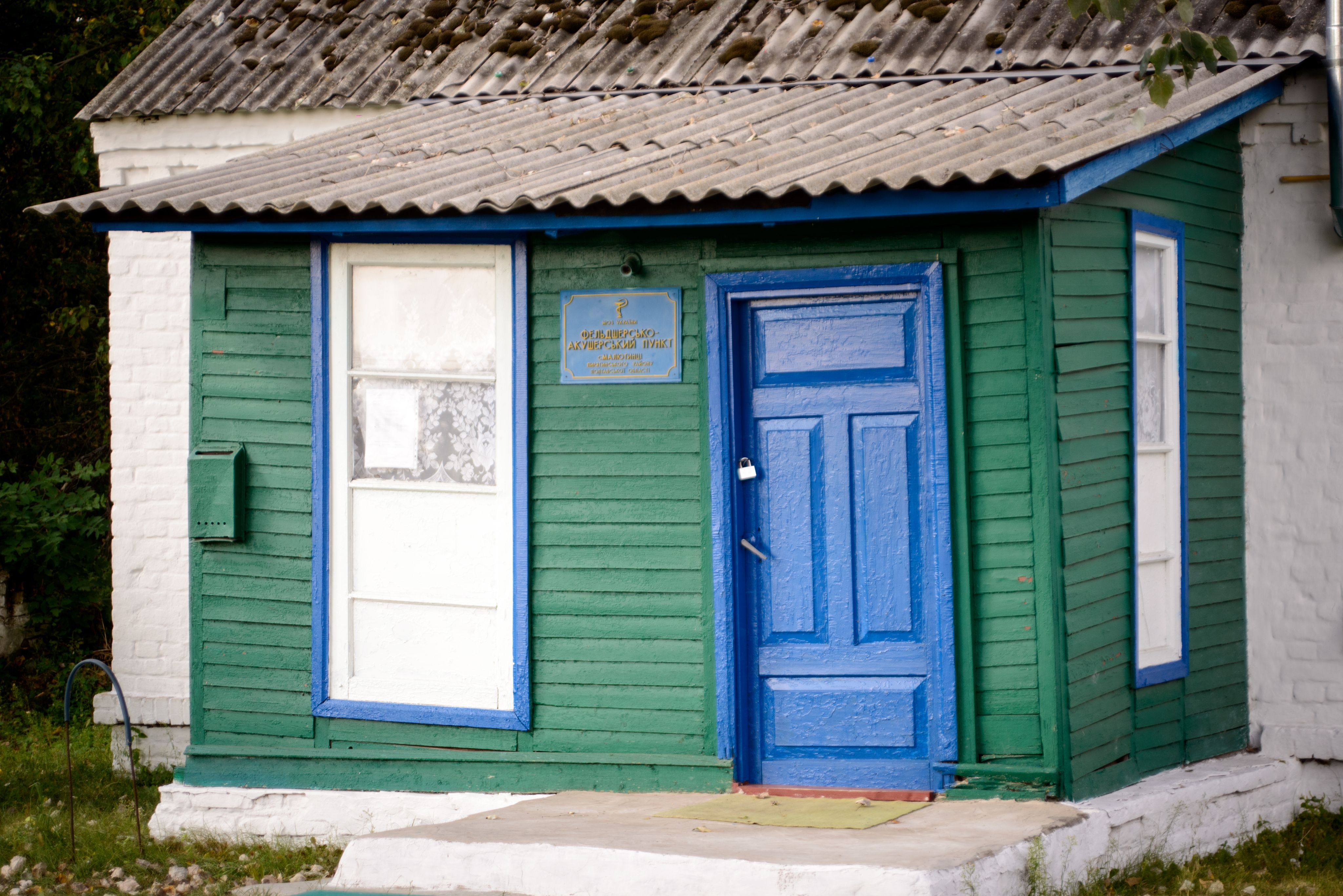
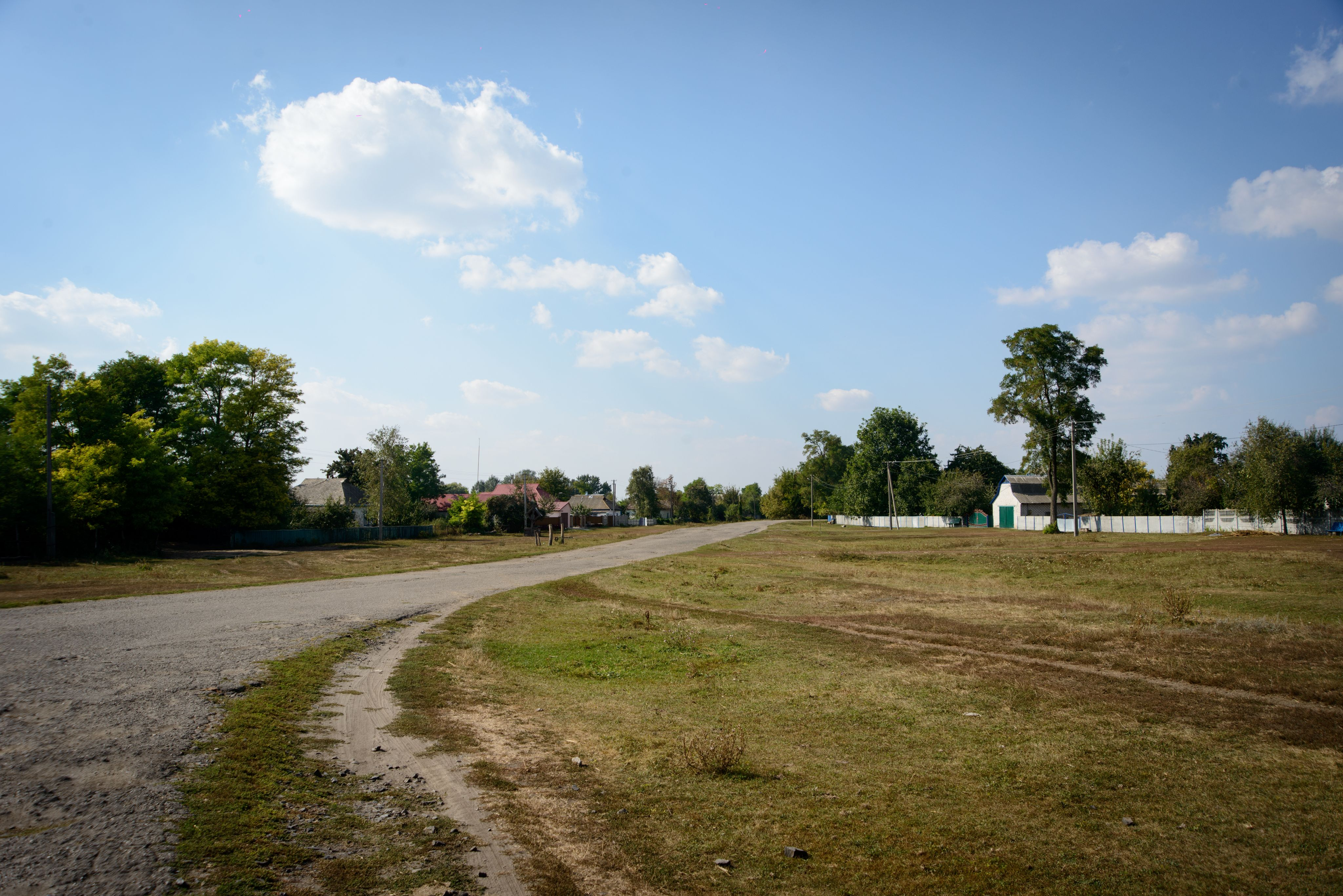
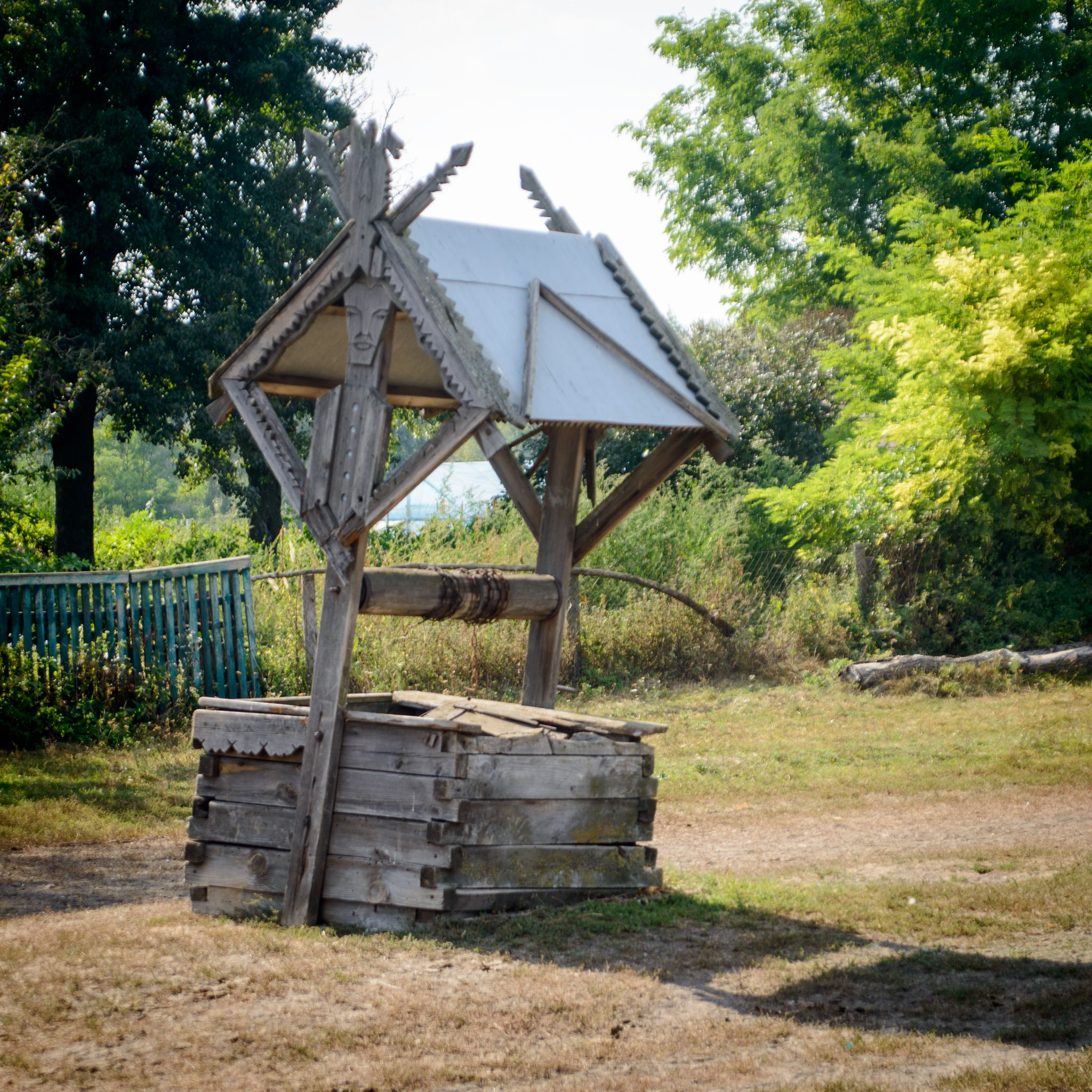
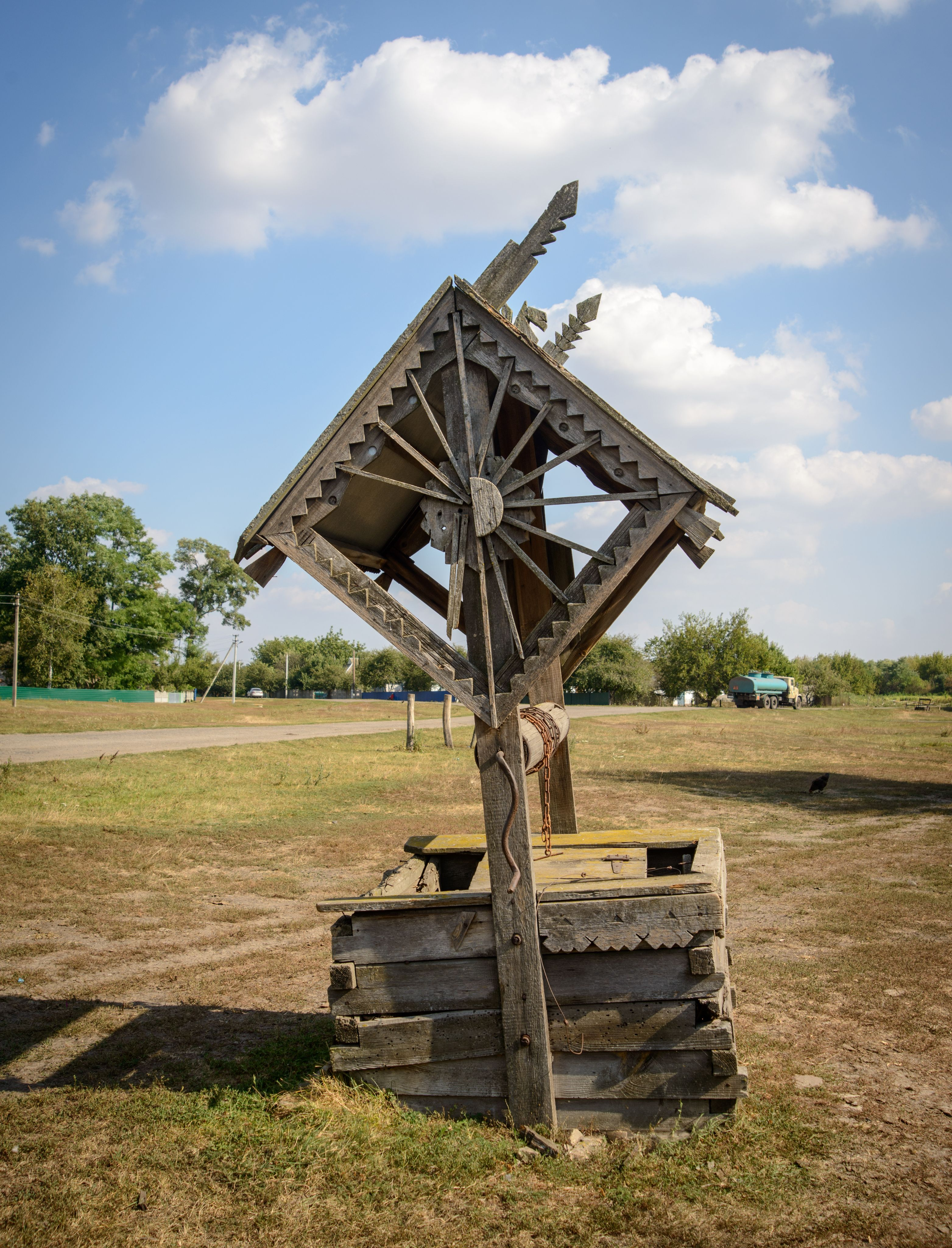

## Також
- Перелік населених пунктів, що постраждали від Голодомору 1932—1933 (Полтавська область)